# Élections sénatoriales de 2008 dans les Alpes-de-Haute-Provence
Les élections sénatoriales dans les Alpes-de-Haute-Provence ont eu lieu le dimanche 21 septembre 2008. Elles ont eu pour but d'élire le sénateur représentant le département au Sénat pour un mandat de six années.

## Contexte départemental
Lors des élections sénatoriales du 27 septembre 1998 dans les Alpes-de-Haute-Provence, un sénateur divers gauche a été élu.
Depuis, tous les effectifs du collège électoral des grands électeurs ont été renouvelés, avec les élections législatives françaises de 2007, les élections régionales françaises de 2004, les élections cantonales de 2004 et 2008 et les élections municipales françaises de 2008.

## Rappel des résultats de 1998
| Candidat et parti politique | Candidat et parti politique | Candidat et parti politique | Premier tour | Premier tour | Second tour | Second tour |
| Candidat et parti politique | Candidat et parti politique | Candidat et parti politique | Voix         | %            | Voix        | %           |
| --------------------------- | --------------------------- | --------------------------- | ------------ | ------------ | ----------- | ----------- |
|                             | Daniel Spagnou              | RPR                         | 229          | 48,72        | 236         | 49,17       |
|                             | Claude Domeizel             | PS                          | 169          | 35,96        | 244         | 50,83       |
|                             | Paul Roucaud                | PCF                         | 68           | 14,47        | Retrait     | Retrait     |
|                             | Pierre Cazorla              | FN                          | 4            | 0,85         | Retrait     | Retrait     |
|                             |                             |                             |              |              |             |             |
| Inscrits                    | Inscrits                    | Inscrits                    | 490          | 100,00       | 490         | 100,00      |
| Abstentions                 | Abstentions                 | Abstentions                 | 12           | 2,45         | 2           | 0,41        |
| Votants                     | Votants                     | Votants                     | 478          | 97,55        | 488         | 99,59       |
| Blancs et nuls              | Blancs et nuls              | Blancs et nuls              | 8            | 1,67         | 8           | 1,64        |
| Exprimés                    | Exprimés                    | Exprimés                    | 470          | 98,33        | 480         | 98,36       |

## Sénateur sortant
| Sénateur | Sénateur        | Parti | Fonctions lors de l'élection en 1998 |
| -------- | --------------- | ----- | ------------------------------------ |
|          | Claude Domeizel | PS    | Maire de Volx                        |

## Présentation des candidats et des suppléants
Le nouveau représentant est élu pour une législature de 6 ans au suffrage universel indirect par les 505 grands électeurs du département. Dans les Alpes-de-Haute-Provence, le sénateur est élu au scrutin majoritaire à deux tours. Le nombre reste inchangé, 1 sénateur est à élire. Ils sont 6 candidats dans le département, chacun avec un suppléant
| T/S | Candidats | Candidats           | Parti | Principale fonction |
| --- | --------- | ------------------- | ----- | ------------------- |
| T   |           | Alain Sfrecola      | PCF   |                     |
| S   |           | Martine Carriol     | PCF   |                     |
| T   |           | Philippe Berrod     | Verts |                     |
| S   |           | Élisabeth Squillace | Verts |                     |
| T   |           | Claude Domeizel     | PS    | Sénateur sortant    |
| S   |           | Brigitte Bonnet     | PS    | Maire de Beaujeu    |
| T   |           | Joëlle Tebar        | UMP   |                     |
| S   |           | Coryne Delaunay     | UMP   |                     |
| T   |           | Michel Lanfranchi   | UMP   |                     |
| S   |           | Jacques Boetti      | UMP   |                     |
| T   |           | Mireille d'Ornano   | FN    |                     |
| S   |           | Jean-Marie Berkhoff | FN    |                     |

## Résultats
| Candidat et parti politique | Candidat et parti politique | Candidat et parti politique | Premier tour | Premier tour |
| Candidat et parti politique | Candidat et parti politique | Candidat et parti politique | Voix         | %            |
| --------------------------- | --------------------------- | --------------------------- | ------------ | ------------ |
|                             | Claude Domeizel             | PS                          | 270          | 54,22        |
|                             | Michel Lanfranchi           | UMP                         | 146          | 29,32        |
|                             | Alain Sfrecola              | PCF                         | 53           | 10,64        |
|                             | Philippe Berrod             | Verts                       | 19           | 3,82         |
|                             | Joëlle Tebar                | UMP                         | 10           | 2,01         |
|                             | Mireille d'Ornano           | FN                          | 0            | 0,00         |
|                             |                             |                             |              |              |
| Inscrits                    | Inscrits                    | Inscrits                    | 505          | 100,00       |
| Abstentions                 | Abstentions                 | Abstentions                 | 4            | 0,79         |
| Votants                     | Votants                     | Votants                     | 501          | 99,21        |
| Blancs et nuls              | Blancs et nuls              | Blancs et nuls              | 3            | 0,59         |
| Exprimés                    | Exprimés                    | Exprimés                    | 498          | 98,61        |